# Naarda umbria
Naarda umbria là một loài bướm đêm trong họ Noctuidae.